# Ульбинский металлургический завод
Акционерное общество «Ульбинский металлургический завод» (каз. «Үлбі металлургиялық зауыты» акционерлік қоғамы) — казахстанская компания, входящая в состав АО «Национальная атомная компания „Казатомпром“», национального оператора по экспорту ядерных материалов и редких цветных металлов Республики Казахстан. Штаб-квартира компании расположена в Усть-Каменогорске.
АО «УМЗ» было основано в 1949 году и в настоящее время является одним из крупнейших производителей урановой, бериллиевой и танталовой продукции.

## История
В 1941—1942 годах руководству СССР стало известно, что США ведут работы по созданию атомного оружия. В ответ на это Советский Союз начал свой атомный проект, который возглавил физик Игорь Васильевич Курчатов. (В честь него был назван город в Восточно-Казахстанской области, недалеко от города Семей, в котором на данный момент находится национальный ядерный центр).
В рамках Советского атомного проекта, который предусматривал в том числе и создание атомной бомбы, 4 октября 1947 года вышел приказ о строительстве в городе Усть-Каменогорске Ульбинского металлургического завода. Приказ о строительстве завода был совершенно секретным. В приказе завод назывался 2А, в городе его называли «почтовый ящик», а работников — «почтовики». Также в приказе было указано, что завод должен выпускать продукцию, называемую в целях секретности БЖ9 в солях и БЖ9 в металле. (Так зашифровали металл торий, который как предполагали, станет альтернативным зарядом атомной бомбы). В 1949 году в Усть-Каменогорске был открыт первый цех, также параллельно осваивалась технология по выпуску тория. 29 октября 1949 года была выпущена первая продукция, получены 55 кг соли тория. С тех пор этот день считается днём рождения завода. Производство тория продлилось два года. В 1951 году на смену торию пришли сегодняшние производства: бериллиевое, танталовое, урановое. На этом производстве сегодня выпускают топливные таблетки для АЭС.
При зарождении завода УМЗ начал строить социально-культурные объекты: школы, детские сады, больницы и жилье. Например, «Стрелка».
В начале 1990-х годов на складе завода находилось 1322 фунта (600 кг) обогащённого урана оружейного качества для заправки подводных лодок класса «Альфа» (90% U-235). В 1994 году по секретной программе «Сапфир», с целью предотвращения распространения ядерного оружия, казахстанский уран был вывезен в США.

## Завод сегодня
Завод входит в состав национальной атомной компании «Казатомпром». На сегодняшний день председателем правления является Сергей Владимирович Бежецкий.
Основные производственные мощности включают:
- Производство ядерного топлива для атомной промышленности;
- Производство всех видов бериллиевой продукции, такой как бериллий металлический, бериллиевые сплавы на основе меди, алюминия и никеля, оксида бериллия, а также бериллиевые бронзы;
- Производство танталовой и ниобиевой продукции;
- Производство плавиковой кислоты;
- Производство жидкого и газообразного азота, кислорода (в том числе и медицинского), водорода, гелия и пр. на АВКС УП (Азото-водородо-кислородной станции уранового производства).

Система качества АО «УМЗ» была сертифицирована TÜV-CERT в соответствии с ISO-9001.
АО «УМЗ» имеет дочерние и аффилированные компании по оказанию сервисных услуг, проведению вспомогательных операций и продвижению продукции. Среди них:
- ТОО «Машзавод», машиностроительный комплекс
- ТОО «Ульба-ФторКомплекс», производство плавиковой кислоты для различного применения
- ТОО «НПЦ „Ульба“», научно-производственное предприятие
- Yingtan Ulba Shine Metal Materials Co., Ltd., производство медно-бериллиевой продукции в виде ленты, листов, плит и др. Расположено в городе Интань китайской провинции Цзянси. Это совместное предприятие между АО «УМЗ» и Ningbo Shengtai Electronic Materials Co., Ltd.
- ООО «БериллиУМ», дочернее предприятие АО «УМЗ» для продвижения продукции в России и странах СНГ, расположено в Москве, Россия.
- Казахстанско-китайское совместное предприятие ТОО «Ульба-ТВС», дочернее предприятие АО «УМЗ» и China General Group (CGN) по производству тепловыделяющих сборок для атомных ректоров в Китае и странах Восточной Азии, расположено в Усть-Каменогорске, Казахстан[3].

## Танталовое производство
На заводе существует полный цикл танталового производства. Благодаря тому, что тантал имеет стойкость к коррозии, к различным агрессивным средам, его используют в химической, металлургической промышленности. Также его применяют в медицине. Например, в случаях серьёзного перелома используют тонкие танталовые спицы.

## Бериллиевое производство
Бериллий — лёгкий, тугоплавкий, хрупкий металл. Благодаря сочетанию этих свойств, бериллий находит применение в аэрокосмической отрасли. Одной из конструкций является отражатель нейтронов.

## Интересные факты
- На территории УМЗ располагается «Казахстанский монетный двор», где изготавливают металлические монеты от 1 до 200 тенге. На этом предприятии также делают государственные награды, ордена, медали, ювелирные изделия, сувенирную продукцию.
- Территория завода — 142 гектара.

## Экология
В 2019 году был оштрафован на 400 миллионов тенге за занижение суммы экологических выплат в доход государства.